# 石井AQ
石井AQ（いしいエーキュー、本名：石井 明）は、日本の作曲家、編曲家、音楽プロデューサー、プログラマー・プレイヤー・エンジニア・リミキサー・サウンドデザイナー・エッセイスト・大学講師。AQとは本名「明」を「AQUIRAX」と綴るところから。

## 人物
シンセサイザーやコンピュータによる打ち込みを主な手法とする。谷山浩子の音楽プロデューサーとして知られる他、アニメ音楽、イメージアルバム、ドラマCDなどを手がける。
アニメ音楽では『ルパン三世』、『キャッツ♥アイ』、『ラーゼフォン』などで参加した。NHK教育の『みんなのうた』、『おかあさんといっしょ』、『いないいないばあっ!』の曲でも編曲を行っている。

## オリジナル・アルバム
1. septieme（2010年10月15日）AHS-001
2. くまのおんがく（2012年9月15日）AHS-002
3. el valle（2013年9月25日）AHS-003
4. Lo.doc（2015年10月1日）AHS-004/5
5. el cerro（2019年9月14日）AHS-006